# Nien Cheng
Nien Cheng (chinesisch: 鄭念; pinyin: Zhèng Niàn; * 28. Januar 1915 in Peking; † 2. November 2009 in Washington, D.C.) war eine in China geborene US-amerikanische Autorin.

## Leben
Cheng studierte in den Jahren 1935 bis 1938 an der London School of Economics. Cheng war mit einem Kuomintang-Diplomaten, dem Leiter des Büros des Außenministeriums in Shanghai bis 1949, verheiratet, mit dem sie von 1941 bis 1948 in Canberra, der Bundeshauptstadt Australien, lebte. 1950 wurde er Direktor der Shell-Niederlassung in Shanghai. Nach dem Tod ihres Mannes 1957 leitete sie die Shell-Niederlassung bis zu deren zwangsweiser Schließung 1966.
Als Mao Zedong 1966 den Anstoß zur Kulturrevolution gab, wurde sie Zielscheibe der Roten Garden und schließlich im September 1966 unter dem Vorwurf, Kontakte zu angeblichen britischen Spionen gehalten zu haben, in das Staatsgefängnis Nr. 1 gebracht, in dem sie sechseinhalb Jahre bis März 1973 unmenschlicher und entwürdigender Behandlung ausgesetzt war. Sie widerstand jedoch jeglichen Drohungen bis zur Androhung des Todes und weigerte sich, falschen Anschuldigungen zuzustimmen. Nach dem Sturz der sog. Viererbande, der u. a. Mao Zedongs vierte Ehefrau Jiang Qing angehörte, wurde sie rehabilitiert. Jetzt erfuhr sie auch, dass ihre Tochter Meiping Cheng, die als Schauspielerin in Shanghai gearbeitet hatte, umgebracht worden war, als sie sich weigerte, ihre Mutter zu belasten.
Im September 1980 verließ Nien Cheng die Volksrepublik China, da sie sich dort noch immer Anfeindungen ausgesetzt sah, und ließ sich erst in Kanada, dann in den USA nieder. 1986 erschien ihr Buch Life and Death in Shanghai, in dem sie ihre Erlebnisse während ihrer Haft festhielt und einen Einblick in die Vorgänge während der Kulturrevolution und in ihre repressiven Methoden gewährte.

## Werke
- Life and Death in Shanghai. Grafton Books, London 1986.
  - dt. von Hans-Joachim Maas: Leben und Tod in Shanghai. Ullstein, Frankfurt am Main/Berlin 1988, ISBN 3-550-07992-3.